# Hanherred
Hanherred is een gebied in het midden van het Deense eiland Vendsyssel-Thy. In het oosten grenst het aan Vendsyssel, in het westen aan Thy, in het noorden aan de Noordzee en in het zuiden aan de Limfjord. Het gebied heeft een oppervlakte van 650km². Visserij was vroeger de belangrijkste inkomstbron van het gebied; tegenwoordig speelt toerisme een steeds grotere rol. De grootste steden zijn Fjerritslev en Brovst.
Het gebied komt ongeveer overeen met de in 2007 gevormde gemeente Jammerbugt.